# 三姓橋駅
三姓橋駅（さんせいきょうえき）は、台湾新竹市香山区にある台湾鉄路管理局縦貫線の駅である。
2016年に台鉄捷運化の一環で新設された。区間車が停車する。

## 駅名の由来
清朝統治初期に漢人が現在の香山地区に渡来し、この地を開墾するようになった。しかし原住民との度重なる衝突で双方に多数の死者が出た。そのうち陳姓、曽姓、許姓の3名の漢人が現在の駅付近で原住民により殺害された。
3人の故人は近くを流れる河川敷に建てられた祠に祀られることになった。そして3人を総称して「三姓公」と呼ばれるようになり、祠のある川の名称もいつしか「三姓公渓」となった。その後台1線の中華路4段で三姓公渓上に架かる橋は「三姓橋」と命名された。これが駅名の由来である。
なお、計画当初は南新竹という仮称だった。

## 歴史
- 2014年1月7日 - 起工[5]。
- 2016年
  - 5月27日 - 完工[6]
  - 6月29日 - 開業[6][7]。

## 駅構造

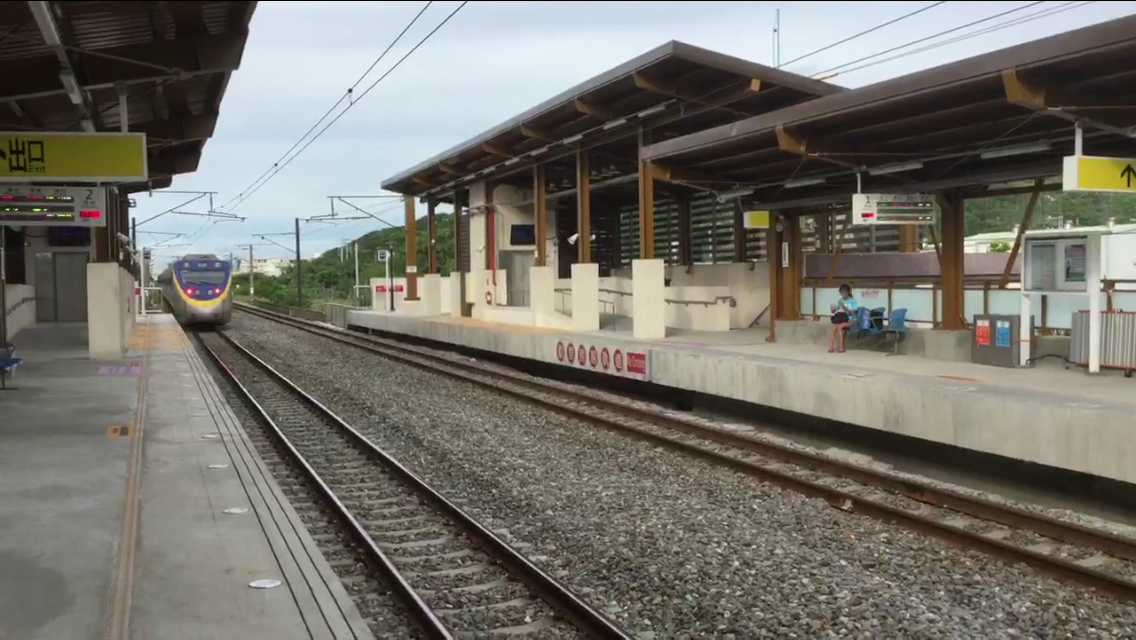
ホーム

- 相対式ホーム2面2線の半高架駅。

| 2階                              |            |                                                  |
| 相対式ホーム、左側のドアが開く。 |            |                                                  |
| 1                                | 1A号ホーム | ■西部幹線（下り）苗栗・台中・大甲方面（香山駅）→ |
| 2                                | 2A号ホーム | ■西部幹線（上り）新竹・台北・基隆方面（新竹駅）← |
| 相対式ホーム、左側のドアが開く。 |            |                                                  |

- ホーム

## 利用状況
年別利用客数推移は以下のとおり。
| 2016年- | 2016年- | 2016年- | 2016年- | 2016年- | 2016年- | 2016年- |
| 年      | 年間    | 年間    | 年間    | 年間    | 1日平均 | 1日平均 |
| 年      | 乗車    | 下車    | 乗降計  | 出典    | 乗車    | 乗降計  |
| ------- | ------- | ------- | ------- | ------- | ------- | ------- |
| 2016    | 140,461 | 120,541 | 261,002 | [ 8 ]   | 755     | 1,403   |
| 2017    | 353,103 | 305,204 | 658,307 | [ 9 ]   | 967     | 1,804   |
| 2018    | 395,146 | 354,739 | 749,885 | [ 10 ]  | 1,083   | 2,054   |
| 2019    | 411,939 | 365,767 | 777,706 | [ 11 ]  | 1,129   | 2,131   |
| 2020    | 385,474 | 345,229 | 730,703 | [ 12 ]  | 1,053   | 1,996   |
| 2021    | 307,273 | 276,328 | 583,601 | [ 13 ]  | 842     | 1,599   |

## 駅周辺
- 台1線
  - 三姓橋
- YouBike（新竹市公共自転車（中国語版））
- 元培街
- 元培橋
- 三姓公渓（中国語版）
- 台61線
- 元培科技大学
- 玄奘大学
- 中華大学
- 香山高中（中国語版）・附属国中
- 大庄国小
- 香山国小
- 香山湿地（中国語版）
- 香山工業区
- 中華郵政新竹三姓橋郵局
- 青青草原

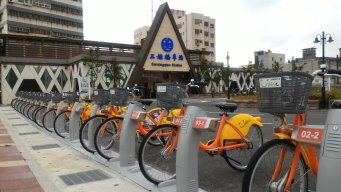
YouBike三姓橋火車站キオスク
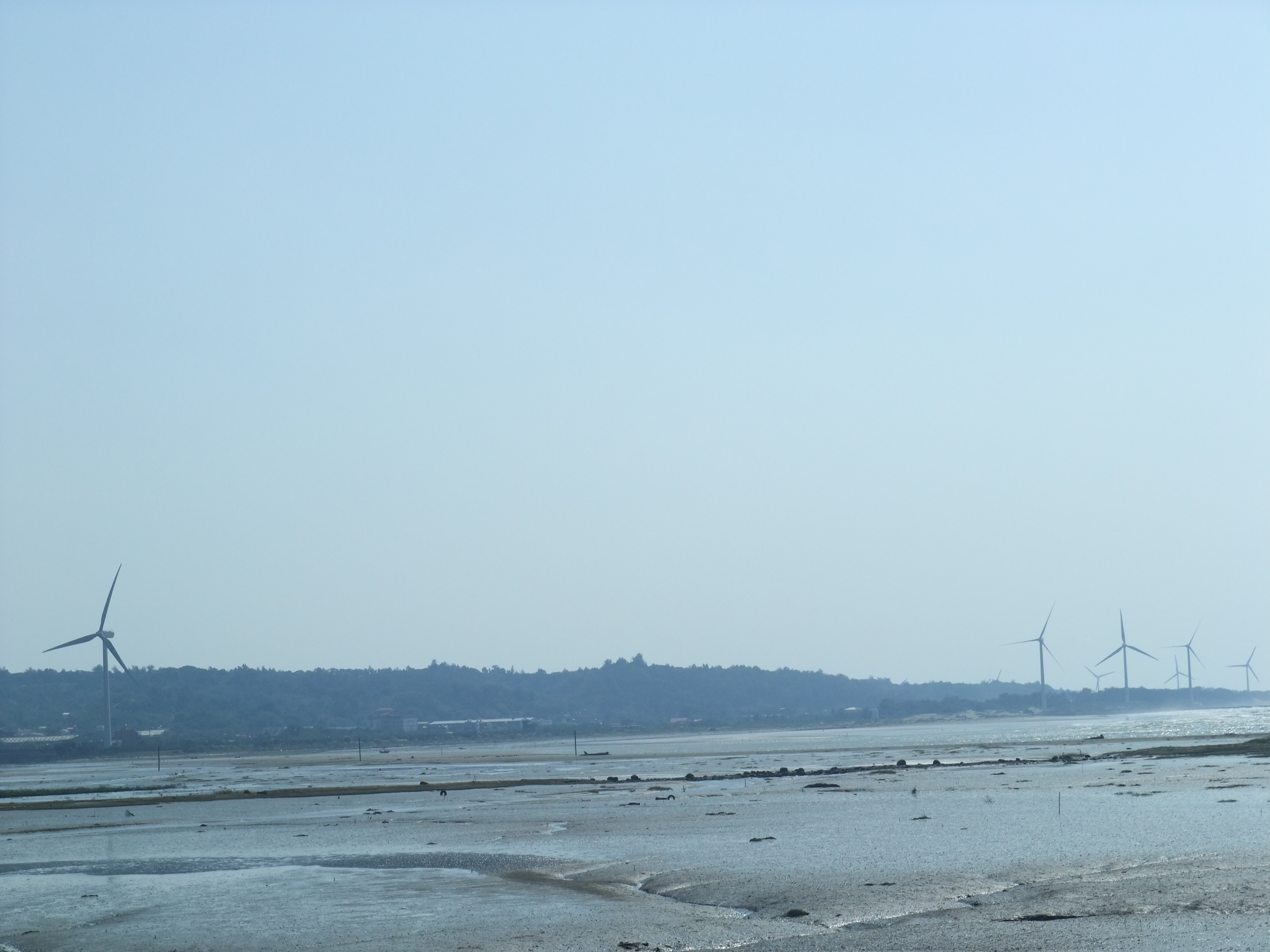
香山湿地
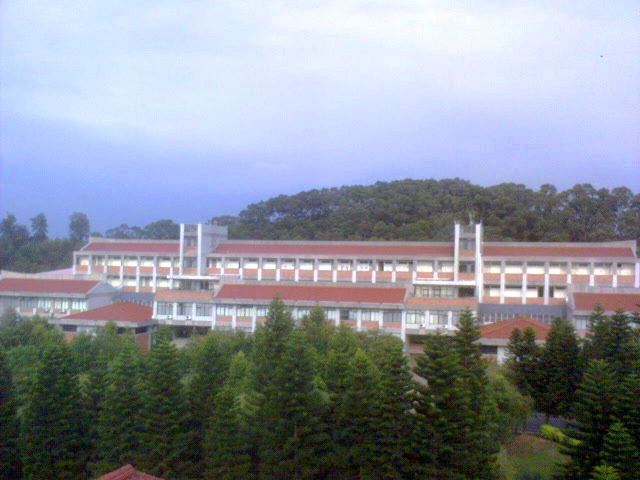
中華大学工学部校舎
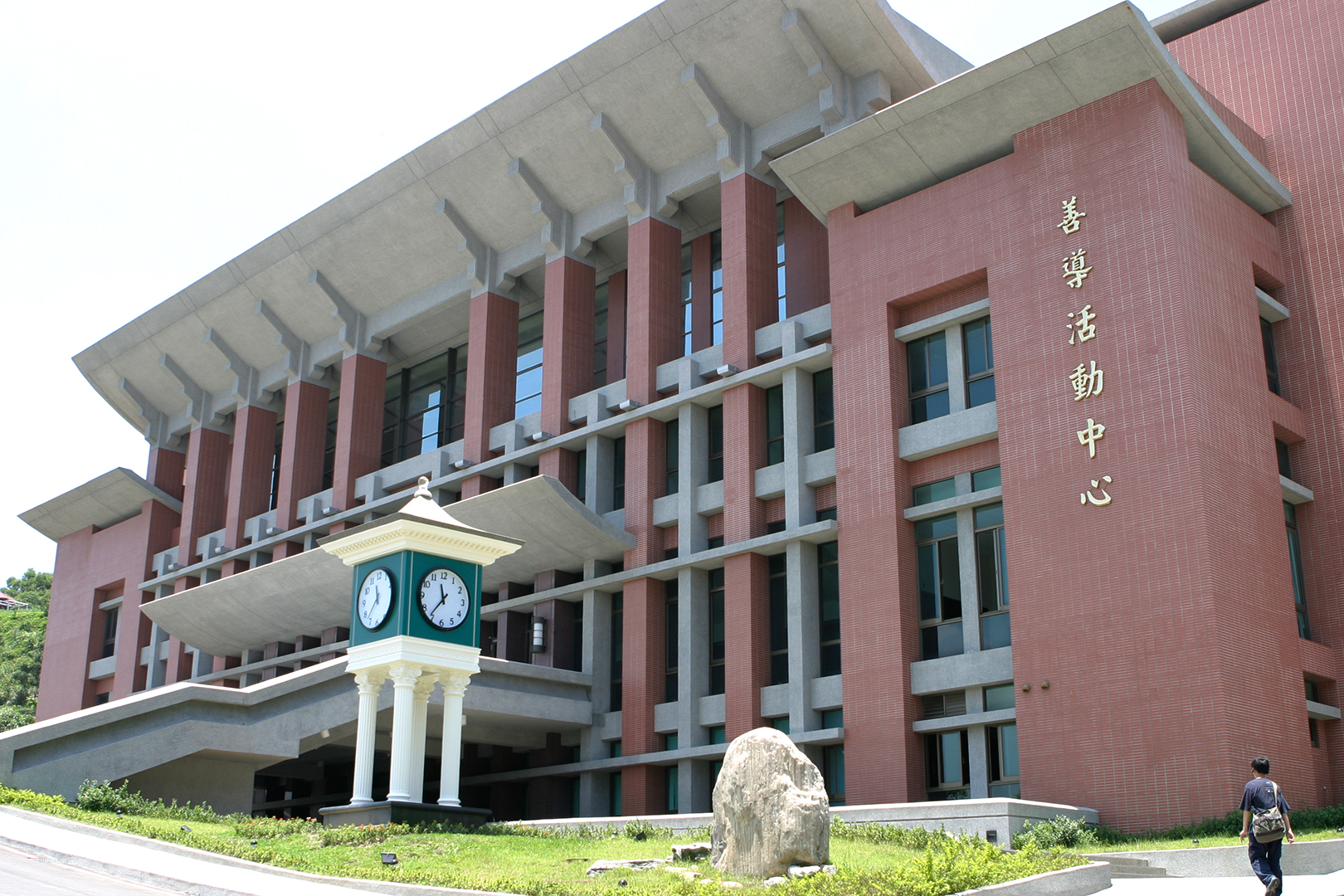
玄奘大学（人文社会学院学生活動中心）
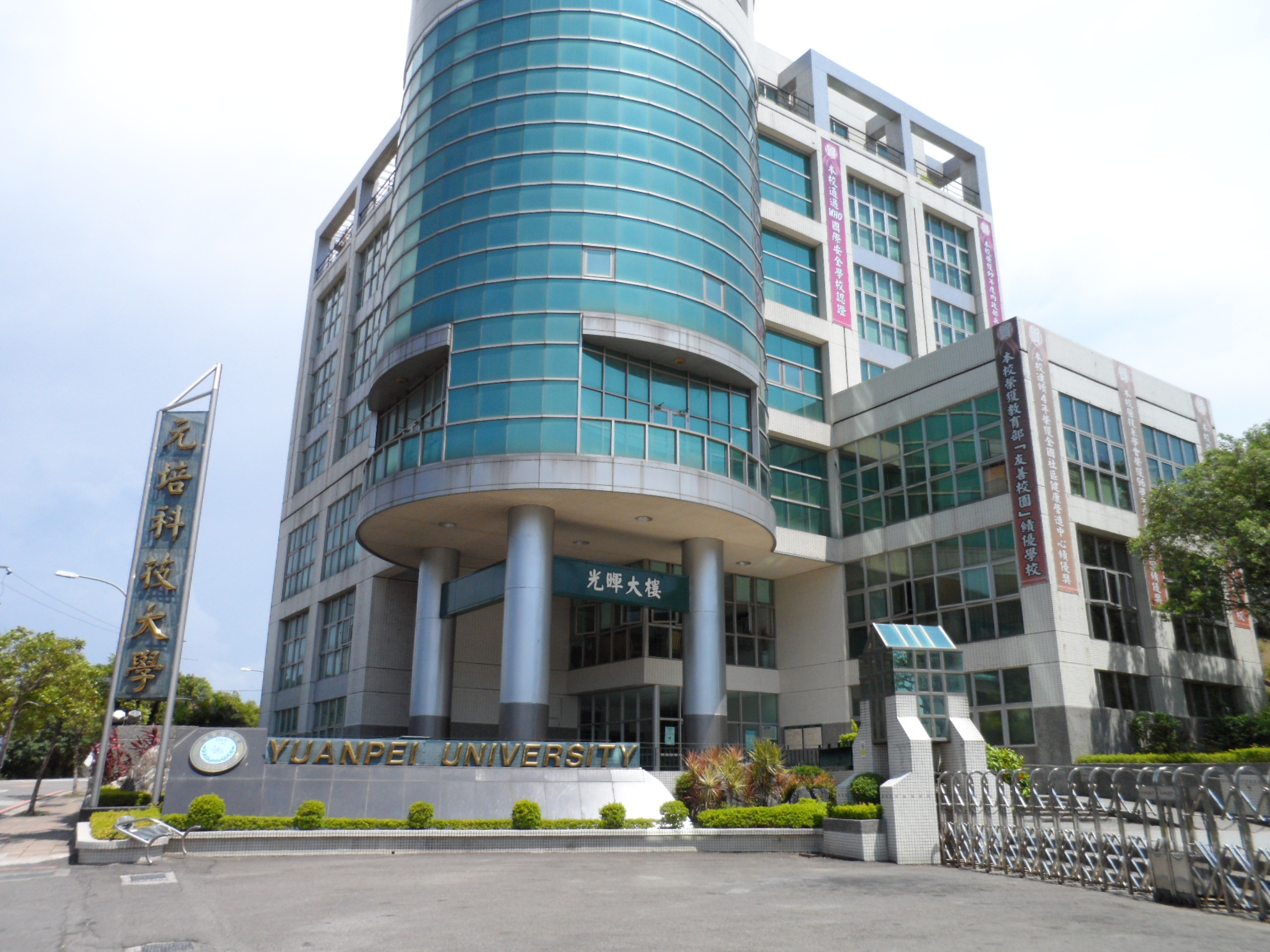
元培科技大学

## 路線バス
三姓橋站は縦貫公路（中華路）上の停留所
- 苗栗客運（中国語版）
  - 5801（新竹駅 - 三姓橋站 - 頭份・明徳 - 苗栗）
  - 5802（新竹駅 - 三姓橋站 - 竹南・頭份・明徳 - 苗栗）
  - 5803（新竹駅 - 三姓橋站 - 竹南・頭份・造橋・高鉄苗栗駅 - 苗栗）
  - 5804（新竹駅 - 三姓橋站 - 竹南・頭份・大南埔 - 南庄）
  - 5807（新竹駅 - 三姓橋站 - 頭份 - 後龍）
  - 5807A（新竹駅 - 三姓橋站 - 頭份・高鉄苗栗駅 - 後龍）
  - 5823（新竹駅 - 三姓橋站 - 竹南）
  - 739緑線（経国路口 - 新竹車站・総站 - 三姓橋駅 - 中華大学・元培科技大学・玄奘大学 - 香山転運站）
- 新竹客運（中国語版）
  - 23(総站 - 三姓橋駅 - 玄奘大学)
  - 77(香山区公所 - 三姓橋駅 - 中華大学)
  - 79(香山区公所 - 三姓橋站 - 南隘)
  - 80(香山区公所 - 三姓橋站 - 南港)

## 隣の駅
台湾鉄路管理局
縦貫線北段
新竹駅 - 三姓橋駅 - 香山駅